# Брин, Сергей Францевич
Сергей Францевич фон Брин (1806—1876) — генерал-лейтенант русской императорской армии.

## Биография
Родился 13 (25) августа 1806 года в семье гражданского Смоленского губернатора Франца ван Бринена (фон Брина).
Воспитывался в Пажеском корпусе; в 1823 году зачислен прапорщиком в Московский пехотный полк. В 1827 году был переведён в лейб-гвардии Семёновский полк; был полковым адъютантом (1829); 6 декабря 1834 года он был назначен флигель-адъютантом Его Величества Императора, в 1835 году он произведен в штабс-капитаны. С 1838 года — капитан; с 1842 года — полковник; с 3 апреля 1849 года — генерал-майор в свите Его Величества; с 30 августа 1857 года — генерал-лейтенант. Был начальником штаба всех пехотных резервных и запасных войск армии.
Умер 10 (22) марта 1876 года в Санкт-Петербурге; был похоронен на Митрофаниевском кладбище.

## Награды
- орден Св. Анны 3-й ст. с бантом (1831)
- орден Св. Георгия 4-й ст. (1847; за 25 лет)
- орден Св. Владимира 3-й ст. (1849)
- орден Св. Станислава 1-й ст. (1851)
- орден Св. Анны 1-й ст. (1853)
- императорская корона к ордену Св. Анны 1-й ст. (1855)
- Орден Святого Владимира 2-й ст.

иностранный
- Прусский орден Святого Иоанна Иерусалимского (1835)

## Семья
Жена — Елизавета Борисовна, урождённая Прутченко (?—20.02.1907). У них родилось пятеро детей: первый сын Николай родился 30 декабря 1842 года; дочь Александрина — 4 июня 1847 года в Нижнем Новгороде (была замужем за бароном К. К. Врангелем); сын Борис, родившийся 14 ноября 1846 года, умер 14 апреля 1848); дочь Елизавета родилась 10 июня 1851 года; сын Михаил — будущий член Государственного совета — родился 25 сентября 1857 года; сын Сергей родился 31 октября 1860 года.